# Flata artemisiae
Flata artemisiae är en insektsart som beskrevs av Becker 1865. Flata artemisiae ingår i släktet Flata och familjen Flatidae. Inga underarter finns listade i Catalogue of Life.